# Continuous
Continuous (englisch für: „kontinuierlich“) ist das am 1. September 1991 veröffentlichte zweite Musikalbum der hannoverschen Band Celebrate the Nun, aus der 1993 Scooter hervorgegangen sind.

## Über das Album
Continuous ist das zweite Album der Elektropopband Celebrate the Nun, die Ende 1986 in Hannover ins Leben gerufen wurde. Slin Tompson, Mitglied aus der Anfangszeit der Band, war bei der Produktion und Veröffentlichung des Albums nicht mehr mit von der Partie.
Celebrate the Nun standen bei ihrem Musiklabel, der Westside Music, unter Vertrag und wurden erneut für Studioaufnahmen nach Frankfurt am Main ins Tonstudio geschickt. Im Winter 1990/1991 wurde sämtliche Studioarbeit erledigt, sodass im folgenden Jahr der Longplayer veröffentlicht werden konnte.
Continuous enthielt elf tanzbare, synthetische Songs, von denen außer im Mai 1991 „Patience“, welches den Titel Nr. 1 bildete, im September 1991 „You Make Me Wonder“ – zeitgleich mit der Herausgabe des Albums – als Single ausgekoppelt wurde. Charterfolge blieben bei dieser Veröffentlichung aus.
Wegen ausbleibender Förderung durch ihre Plattenfirma (Westside Music) sowie Unstimmigkeiten mit dem Unternehmen, das zudem 1991 insolvent wurde, wurde Celebrate the Nun letztendlich 1992 aufgelöst. Danach baute Rick J. Jordan ein eigenes Tonstudio in seinem Keller in Hannover-Herrenhausen auf, wo er 1993 das Debütalbum der Band Crown of Creation, Real Life, und auch die ersten Singles von Scooter produzierte. Eine Woche nach der Loveparade 1993 gründeten H. P. Baxxter, Rick J. Jordan und Manager Jens Thele gemeinsam mit Baxxters Cousin Sören Bühler alias Ferris Bueller das Remix-Team The Loop!, aus dem später die erfolgreiche Dance-Band Scooter wurde.

## Trackliste
Kompositionen und Arrangements stammen von Celebrate the Nun, die Texte alleine von H. P. Baxxter. Der letzte Song, Waiting, ist ein CD-Bonus-Titel.
1. Patience (3:30)
2. Falling Rain (3:37)
3. A Kind of Tragedy (3:40)
4. Love Comes as a Surprise (3:38)
5. Distance (3:52)
6. Change (3:26)
7. You Make Me Wonder (3:52)
8. One More Time (3:41)
9. Go On (4:06)
10. I Believe (3:16)
11. Waiting (3:36)

## Singles
| Cover | Titel (Jahr)              | Tracklist |
|       | Patience (1991)           | 1) The Original Mix (6:23) 2) The Don Brown Hyperspace Mix (6:01) 3. Radio Version (3:26) |
|       | You Make Me Wonder (1991) | 1) You Make Me Wonder – Technotrance: Dept. 47 vs Yanicke (5:46) 2) You Make Me Wonder – Beats 4 U Mix (4:40) 3) Patience – The Technotic Factory Mix (5:23) 4) You Make Me Wonder – Radio Edit (3:40) |